# Bartolo Lara
Bartolo Lara es un personaje del folclore chileno. Representa a un típico huaso del sur de Chile, el cual al hallarse con problemas económicos recurre a realizar un pacto con el diablo. La historia básicamente se trata de que el huaso, tras pactar con el diablo y resumir su pacto en un contrato, engaña a este último para que no se lleve su alma, hasta que el diablo desiste de buscarlo y se da por vencido. Así, Bartolo representaría la astucia del roto chileno, al engañar al mismísimo Satanás.
La historia es muy popular en todo Chile y en otros países, incluso en zonas alejadas como el norte del mismo país se encuentran versiones similares. Aparece en muchos textos utilizados como lectura complementaria en los colegios, e incluso el nombre de Bartolo Lara se ha convertido en un término coloquial en Chile y en la Argentina, para denominar a una persona floja o perezosa.

## Historia
Todo comienza cuando Bartolo Lara, roto que vive en el sur de Chile (a veces representado como un campesino), deja sus escasos bienes materiales y decide, desesperado por la falta de dinero, invocar al diablo. La forma en que lo llama varía según el relato, mas ese dato es irrelevante. Finalmente el diablo en persona se le aparece, y Bartolo le pide una gran cantidad de dinero a cambio de su alma, lo único que poseía. El diablo le pregunta cuándo quiere que se lo lleve, y Bartolo responde "mañana mismo". El diablo, extrañado porque usualmente la gente desea varios años para disfrutar lo que pidieron, acepta el trato, pero le da un día. Allí Bartolo pide que registre el pacto en un contrato, y el diablo escribe:
Bartolo Lara, no te llevo hoy, pero te llevo mañana.
Hecho el trato, Bartolo disfruta de su dinero durante el resto del día, y en la mañana parte para juntarse con el diablo. Este hace aparición y le dice que ya ha llegado el momento de cobrar el trato, pero Bartolo pide que el diablo muestre el contrato firmado por ambas partes. Allí el mismo diablo lo lee, y se da cuenta de que el final del plazo no era para ese día, si no para el siguiente ("no te llevo hoy, pero te llevo mañana"). Por la molestia de haber vuelto al mismo lugar, Bartolo pide otra vez dinero al diablo, generalmente se cuenta como la misma suma que la primera vez, de modo que cada vez que el diablo volvía a buscar el alma de Bartolo, este pedía que revisara el contrato y luego reclamaba por más dinero. Así transcurrió bastante tiempo hasta que el diablo se da cuenta de que lo habían engañado, y desiste de buscar a Bartolo. El fin de la historia es incierto, muchas veces no se menciona, otras veces se cuenta que Bartolo disfrutó del dinero restante el resto de su vida.